# جنة عدن (رواية)
جنة عدن (بالإنجليزية: The Garden of Eden) رواية من تأليف الكاتب والروائي الأمريكي إرنست همنغواي (1899 – 1961)، الحاصل على جائزة نوبل للآداب في عام 1954، بدأ تأليف الرواية في 1946 ونشرت سنة 1986. ترجمها الشريف خاطر إلى اللغة العربية سنة 1987 عن دار الأداب. تصنف من بين أفضل روايات الكاتب

## القصة
الرواية تتابع بشكل رئيسي الخمسة الشهور الأولية من حياة دايفيد بورن بعد زواجه، وتجري أحداثها في الريفييرا الفرنسية، وبالتحديد على الساحل، بالإضافة إلى بعض المشاهد التي تحدث في إسبانيا. تبدأ الرواية بالزوجان يقضيان شهر العسل في كامارغ، ثُمَّ يتعرَّفا هناك على امرأة شابة اسمها مارتيا، يقع الزوجان كلاهما في حبِّها، ولكنَّ أحدهما فقط يسطيع نيلها. يبدأ دايفيد في علاقة جنسية مع مارتيا، في الوقت الذي تتدهور فيه علاقته مع زوجته. تستمرُّ القصة حتى ينفصل الزوجان عن بعضهما رسمياً.

## المواضيع
تشير الرواية إلى استكشاف هيمنجواي لعلاقات الذكور والإناث، وتظهر اهتمامًا بشخصيات ثنائية الجنس (مخنثة) و"انعكاس الأدوار الجنسية". يجادل كاتب سيرة هيمنجواي، جيمس ميلو، بأن "أفكار النقل الجنسي" لم تتضح في خيال هيمنجواي حتى كتب روايته «جنة عدن». تقنع كاثرين بورن ديفيد بصبغ شعره بلون شعرها، "حتى يصبحا توأمين، متشابهين في لون البشرة الصيفي وثنائيي الجنس".

## السياق والنشر
أمضى إرنست همنغواي نحو خمسة عشر عامًا في كتابة عملٍ روائيٍ لم يكتمل، وفي هذه الفترة نشر الكاتب «الشيخ والبحر» (1952)، و«وليمة متنقلة» (1964)، و«جزر في المجرى» (1970)، وأخيرًا «الصيف الخطير» (1985). النصُّ الأصلي للرواية كان ضخماً، ويبلغ 30 فصلاً، ثُم اضطر الناشر «تشارلز سكريبنرز سونز» إلى التخلِّي عن ثُلُثي النص الأصلي قبل نشرها في 1986، ربع قرن بعد وفاة همنغواي، وبِيع منها 100 ألف نسخة في الطبعة الأولى. عقب نشرها انتقد الكثير تصرُّف الناشر في النص الأصلي، وكتبت سوزان سيتز أنَّ الناشر حذف نصوص مهمة يستعمل فيها همنغواي توجُّهاً جديداً في قصصه، وتعتقد أنَّ تحرير النص الأصلي كان رديئاً، وبلغ إلى درجة «حذف سطور ومشاهد وفصول بأكملها، وإضافة مقاطع قرَّر همنغواي التخلِّي عنها، ونقل المشاهد والحوارات من أماكنها الصحيحة». من أبرز المواضيع التي تتناولها الرواية العلاقة بين الذكورة والأنوثة، وفيها يظهر همنغواي اهتماماً بالشخصيات التي تمتلك مظاهر مغايرة لجنسها، ويرى جايمس ميلو أنَّ فكرة التحوُّل الجنسي لم تظهر بوضوح في أعمال همنغواي إلا في روايته «جنة عدن».

## التأثير
- تم إصدار فيلم درامي مقتبس من الرواية سنة 2008 في مهرجان روما السينمائي[8]، من إخراج جون إيرفين وبطولة مينا سوفاري وجاك هيوستن وكاترينا مورينو.[9]
- تم تضمين الرواية إلى جانب "وداعًا للسلاح" و"تشرق الشمس أيضا" في قائمة هارولد بلوم للكتب التي تشكل الكانون الغربي.[10]